# رون مورغان
رون مورغان هو لاعب هوكي الجليد كندي، ولد في 25 مايو 1951 في تورونتو في كندا.

## وصلات خارجية
- رون مورغان على موقع EliteProspects.com (الإنجليزية)
- رون مورغان على موقع HockeyDB.com (الإنجليزية)
- رون مورغان على موقع Hockey-Reference.com (الإنجليزية)